# Fettalkohole

Struktur des Fettalkohols 1-Octanol

Fettalkohole mit linearem, gesättigtem Alkylrest werden mit dieser Formel vereinfacht dargestellt. Bei Octanol entspräche n = 6.

Fettalkohole sind aliphatische, langkettige, einwertige, meist primäre Alkohole. Die Kohlenwasserstoffreste sind bei nativen Fettalkoholen oft unverzweigt, synthetische Fettalkohole sind häufig auch verzweigt. Die Kohlenstoffkette weist 6 bis 22 Kohlenstoffatome auf und kann auch ein- oder mehrfach ungesättigt sein.
Fettalkohole finden sich in natürlichen Wachsen, gebunden als Carbonsäureester, z. B. in Wollwachs oder Walrat und werden oft Wachsalkohole genannt. Derartige Alkohole enthalten in der Regel eine gerade Anzahl von C-Atomen, die auch bei 36 und mehr C-Atomen liegen kann.
Fettalkohole werden in der chemischen Industrie, z. B. durch Reduktion von Fettsäuren oder petrochemisch hergestellt. Fettalkohole werden im Bereich von C6-C10 als Lösungsmittel eingesetzt; C12-C18- Fettalkohole dienen als Rohstoffe für Tenside und für Emulgatoren; C16-C18 -Fettalkohole werden als Komponenten für Cremes und Salbengrundlagen eingesetzt.

## Struktur
Die Tabelle zeigt Beispiele für Fettalkohole; bisweilen werden die höhermolekularen Vertreter ab etwa 24 Kohlenstoffatomen zu den Wachsalkoholen gezählt.  Die Nomenklatur entspricht der Nomenklatur der Alkane, ergänzt um die Endung -ol für die zusätzlich vorhandene Alkoholgruppe. Häufig werden auch ihre Trivialnamen verwendet (s. in Klammern).
| C-Atome : Doppelbindungen          | Name                                             | Bruttoformel            |                         |                         |                         |                         |
| gesättigte Fettalkohole            | gesättigte Fettalkohole                          | gesättigte Fettalkohole | gesättigte Fettalkohole | gesättigte Fettalkohole | gesättigte Fettalkohole | gesättigte Fettalkohole |
| ---------------------------------- | ------------------------------------------------ | ----------------------- | ----------------------- | ----------------------- | ----------------------- | ----------------------- |
| 6:0                                | 1-Hexanol                                        | C6H13OH                 |                         |                         |                         |                         |
| 7:0                                | 1-Heptanol                                       | C7H15OH                 |                         |                         |                         |                         |
| 8:0                                | 1-Octanol                                        | C8H17OH                 |                         |                         |                         |                         |
| 10:0                               | 1-Decanol                                        | C10H21OH                |                         |                         |                         |                         |
| 12:0                               | 1-Dodecanol (Laurylalkohol)                      | C12H25OH                |                         |                         |                         |                         |
| 14:0                               | 1-Tetradecanol (Myristylalkohol)                 | C14H29OH                |                         |                         |                         |                         |
| 16:0                               | 1-Hexadecanol (Cetylalkohol)                     | C16H33OH                |                         |                         |                         |                         |
| 17:0                               | 1-Heptadecanol (Margarylalkohol)                 | C17H35OH                |                         |                         |                         |                         |
| 18:0                               | 1-Octadecanol (Stearylalkohol)                   | C18H37OH                |                         |                         |                         |                         |
| 20:0                               | 1-Eicosanol (Arachidylalkohol)                   | C20H41OH                |                         |                         |                         |                         |
| 22:0                               | 1-Docosanol (Behenylalkohol)                     | C22H45OH                |                         |                         |                         |                         |
| 24:0                               | 1-Tetracosanol (Lignocerylalkohol)               | C24H49OH                |                         |                         |                         |                         |
| 26:0                               | 1-Hexacosanol (Cerylalkohol)                     | C26H53OH                |                         |                         |                         |                         |
| 28:0                               | 1-Octacosanol (Montanylalkohol)                  | C28H57OH                |                         |                         |                         |                         |
| 30:0                               | 1-Triacontanol (Melissylalkohol)                 | C30H61OH                |                         |                         |                         |                         |
| einfach ungesättigte Fettalkohole  |                                                  |                         |                         |                         |                         |                         |
| 16:1                               | cis-9-Hexadecen-1-ol (Palmitoleylalkohol)        | C16H31OH                |                         |                         |                         |                         |
| 18:1                               | cis-9-Octadecen-1-ol (Oleylalkohol)              | C18H35OH                |                         |                         |                         |                         |
| 18:1                               | trans-9-Octadecen-1-ol (Elaidylalkohol)          | C18H35OH                |                         |                         |                         |                         |
| 18:1                               | cis-11-Octadecen-1-ol                            | C18H35OH                |                         |                         |                         |                         |
| mehrfach ungesättigte Fettalkohole |                                                  |                         |                         |                         |                         |                         |
| 18:2                               | cis,cis-9,12-Octadecadien-1-ol (Linoleylalkohol) | C18H33OH                |                         |                         |                         |                         |
| 18:3                               | 6,9,12-Octadecatrien-1-ol (γ-Linolenylalkohol)   | C18H31OH                |                         |                         |                         |                         |

## Herstellung

### Reduktion von Fettsäureestern
Fettalkohole lassen sich durch Reduktion und Hydrolyse von Wachsen wie Walrat mit elementarem Natrium herstellen (Bouveault-Blanc-Reaktion). Die erste technische Darstellung wurde 1928 von den Hydrierwerken in Rodleben durchgeführt. Dieses Verfahren hat zur Gewinnung von Fettalkoholen keine technische Bedeutung mehr.

### Hydrierung von Fettsäuren und Fettsäureestern
Im Regelfall werden Fettalkohole aus nachwachsenden Rohstoffen, etwa durch Hydrierung von Fettsäuren aus pflanzlichen Ölen, hergestellt (siehe auch Oleochemie). Dabei wird die für Carbonsäuren typische Carboxygruppe (–COOH) in die für Alkohole typische Hydroxygruppe (–OH) überführt. Das C-Atom der COOH-Gruppe bleibt als –CH2–OH erhalten. So wird z. B. Cetylalkohol (C16) als Produkt der Palmitinsäure aus Palmöl oder Kokosöl und Stearylalkohol (C18) aus Stearinsäure gewonnen.

### Hydroformylierung von Olefinen
Fettalkohole lassen sich aus Olefinen und Kohlenstoffmonoxid durch Hydroformylierung (Oxosynthese) an Cobalt- und Rhodium-Katalysatoren herstellen. Die entstehenden Aldehyde werden durch Hydrierung in Alkohole überführt. Die so gewonnenen Alkohole werden auch Oxoalkohole genannt und können durch diesen Syntheseweg auch verzweigt und ungeradzahlig sein.

### Ziegler-Alfol-Synthese

Reaktivität von Triethylaluminium:
[1a] Aufbaureaktion, [1b] Verdrängung, [2a] Oxidation, [2b] Hydrolyse

Fettalkohole mit geradzahligen Kohlenstoffketten lassen sich durch Reaktion von Ethen mit Triethylaluminium herstellen. Im ersten Schritt wird aus metallischem Aluminium Wasserstoff und Triethylaluminium als Zwischenprodukt Diethylaluminiumhydrid hergestellt, dass mit Ethen weiter zu Triethylaluminium reagiert. Etwa zwei Drittel des gebildeten Triethylaluminiums werden wieder in die Ausgangsreaktion (1) zurückgeführt, ein Drittel wird für die Aufbaureaktion genutzt.
{\displaystyle \mathrm {(1)\ Al+1,5\ H_{2}+2\ AlEt_{3}\to \ 3\ AlEt_{2}H} }
{\displaystyle \mathrm {(2)\ 3\ AlEt_{2}H+3\ C_{2}H_{4}\to \ 3\ AlEt_{3}} }
Die Verteilung der Kettenlänge entspricht einer Poisson-Verteilung, die durch geeignete Wahl der Prozessparameter für den Bereich von 10 bis 16 Kohlenstoffen optimiert wird. Bei der Oxidation des Komplexes mit Sauerstoff und anschließender Hydrolyse mit Schwefelsäure und Wasser bilden sich naturidentische Ziegler-Alkohole, auch Alfole genannt, die als Fettalkoholsulfate oder nach Ethoxylierung und Sulfatierung als Alkylethersulfate in Körperpflegeprodukten sowie Wasch- und Reinigungsmitteln Verwendung finden.

### Synolverfahren
In Synolverfahren werden aus Kohlenstoffmonoxid und Wasserstoff unter ähnlichen Bedingungen wie bei der Fischer-Tropsch-Synthese Fettalkohole gewonnen.

### Bashkirov-Verfahren
Bei der Oxidation von Paraffinen in Gegenwart von Borsäure nach dem Bashkirov-Verfahren fallen hauptsächlich sekundäre Alkohole an.

### Guerbet-Kondensation
Durch Guerbet-Kondensation von linearen, primären Alkoholen bei Temperaturen von etwa 180 bis 300 °C in Gegenwart von zum Beispiel Kaliumhydroxid führt zur Bildung von primären, in alpha-Stellung verzweigten Fettalkoholen.

## Biosynthese
Viele Organismen nutzen Fettalkohole für verschiedene Zwecke, die bekannteste ist die Herstellung von Bienenwachs durch die Honigbiene. Aktivierte Fettsäureester aus Fettsäuren und Coenzym A werden enzymatisch durch eine Acyl-CoA-Reduktase in zwei Schritten zum Fettalkohol reduziert. Im ersten Schritt wird der Ester zum Aldehyd und dieser zum Fettalkohol reduziert. Als Kofaktor wird NADPH benötigt.

## Verwendung
Fettalkohole wie der Stearylalkohol und der Cetylalkohol sind Rohmaterialien für Tenside und lassen sich als Grundlage für viele Cremes und Salben einsetzen. Sie sind nicht mit Wasser mischbar, können aber durch Umsetzung mit gasförmigen Schwefeltrioxid und anschließender Neutralisation mit Basen wie Natronlauge in Fettalkoholsulfate überführt werden. Diese haben eine große Bedeutung als anionische Tenside in Waschmitteln und Körperpflegeprodukten. Durch Ethoxylierung lassen sich Fettalkoholethoxylate als nichtionische Tenside gewinnen, die in Körperpflegeprodukten verwendet werden.